# Vestiges de la cité nouvelle de Aihui
Les Vestiges de la cité nouvelle de Aihui (chinois : 瑷珲新城遗址 ; pinyin : àihuī xīnchéng yízhǐ), également appelé en chinois Ville de Heilongjiang (黑龙江城, Hēilóngjiāng chéng, en référence à son nom mandchou de Sahaliyan Ula qui signifie fleuve du dragon noir, également utilisé dans ces langues  pour désigner le fleuve Amour), est une ville construite lors de la 23e année de règne de Kangxi (entre 1683 et 1684). Ces vestige sont situés dans l'actuelle ville de Heihe, dans la province du Heilongjiang, à la frontière avec la Russie.
Ce site est classé en 2001 sur la 5e liste des sites historiques et culturels majeurs protégés au niveau national, sous le numéro 5-480.

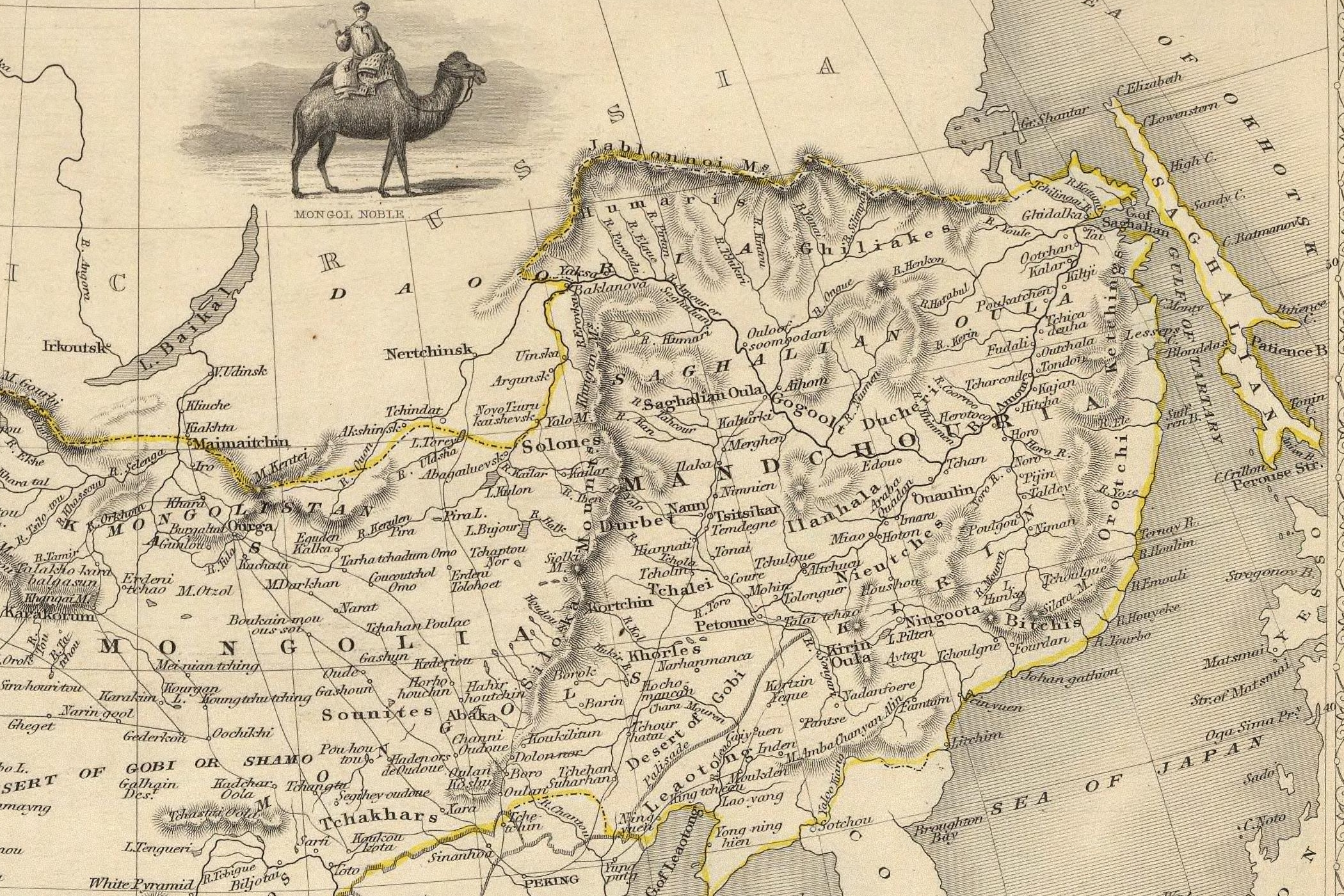
Emplacement de la ville sous le nom de Saghalian Oula sur une carte publiée en 1851
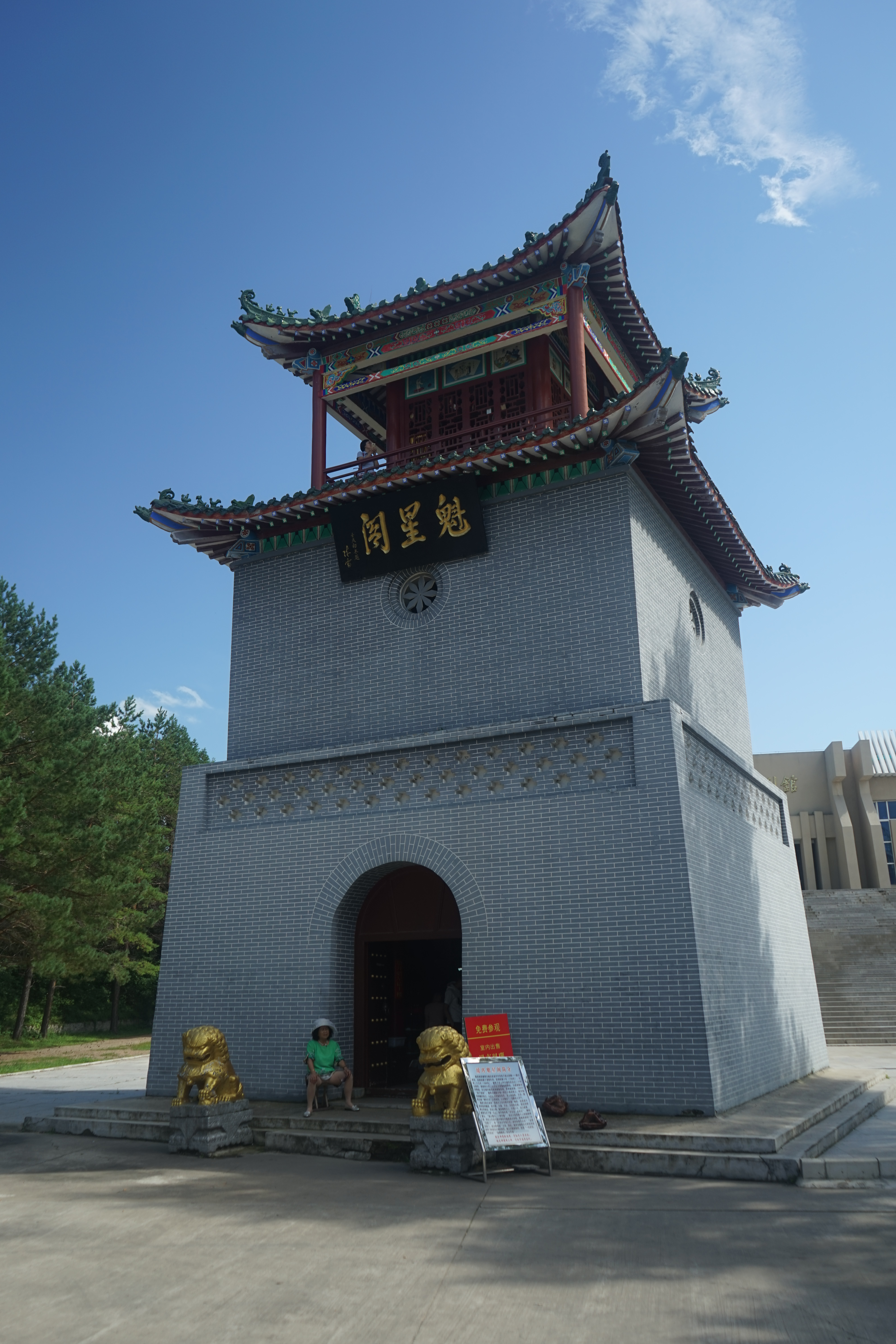
Facade du pavillon Kuixing (魁星阁)